# Province de Charcas
La province de Charcas (en espagnol : Provincia de Charcas) est l'une des 16 provinces du département de Potosí, en Bolivie. Son chef-lieu est la ville de San Pedro de Buena Vista.

## Géographie
Située au nord du département, la province couvre une superficie de 2 964 km2. Elle est limitée au nord par la province de Bernardino Bilbao, à l'est par le département de Cochabamba et le département de Chuquisaca, au sud par la province de Chayanta et à l'ouest par la province de Rafael Bustillo et la province d'Alonso de Ibáñez.

## Population
La population de la province était estimée à 45 130 habitants en 2008, contre 38 174 habitants au recensement de 2001 et 31 233 au recensement de 1992. Son chef-lieu, San Pedro, compte environ 1 600 habitants.
La principale langue parlée dans la province est le quechua, pratiqué par 98 pour cent de la population, 34 pour cent parlant l'espagnol. La religion catholique rassemble 93 pour cent de la population de la province, 6 pour cent étant protestants.
Les indicateurs socio-économiques de la province reflètent son retard : 99,8 pour cent des habitants n'ont pas accès à l'électricité et 98,5 pour cent à l'eau potable. La répartition de la population par secteurs d'activité montre la part prédominante du secteur primaire et la faiblesse du secteur tertiaire : 72 pour cent des actifs travaillent dans l'agriculture, 0,5 pour cent dans les mines, 12,2 pour cent dans l'industrie et 15,3 pour cent dans les services.

## Subdivisions
La province est subdivisée en deux municipalités (municipios en espagnol) :
- San Pedro de Buena Vista
- Toro Toro

## Site remarquable
- Parc national Torotoro